# Match Analysis
Match Analysis è una società statunitense con sede a Emeryville, California. L'azienda è costituita da 70 dipendenti, dislocati negli uffici e nelle strutture di raccolta dati in California e Città del Messico. 
La società fornisce strumenti di analisi video e servizi di archiviazione di biblioteche digitali che forniscono prestazioni e dati di tracciamento fisico ad allenatori, squadre e giocatori di calcio. L'obiettivo dell’organizzazione è migliorare le prestazioni individuali e di squadra e/o analizzare i modelli di gioco dell'avversario per offrire un vantaggio tattico. 
Match Analysis registra e verifica oltre 2500 informazioni distinte all’interno di una partita, analizzando il tocco di ogni giocatore catalogato, sincronizzato con i feed video e archiviato in un database video. 

## Storia
Match Analysis è stata fondata nel 2000 da Mark Brunkhart, l'attuale Presidente, che precedentemente aveva già sviluppato un sistema per aiutare i giocatori di calcio amatoriali ad analizzare il gioco in modo obiettivo. 
Il sistema si è evoluto da una raccolta di report stampati e informazioni grafiche in software di analisi video e strumenti di dati statistici forniti a squadre di calcio professionistiche e amatoriali, enti governativi, organizzazioni professionali e media di tutto il mondo. 
Match Analysis è uno dei progetti pionieri dell'analisi statistica nel calcio. Nel 2002, la società ha rilasciato Mambo Studio, il primo sistema di editing e recupero video per il calcio. Nel 2004, Tango Online è stato lanciato per sostituire i rapporti stampati con il primo database di video online ad accesso istantaneo di una league completa. 
Nel maggio 2012, Match Analysis ha acquisito Spinsight Ltd, con sede a Edimburgo, acquistando la proprietà intellettuale e altri beni relativi al suo sistema di videocamere panoramiche K2. 
Match Analysis ha firmato alleanze strategiche con Major League Soccer e Liga MX nel 2013. Inoltre, il sistema di videocamere panoramiche K2 Match Analysis è stato implementato in tutti gli stadi di Major League Soccer e Liga MX nell'estate del 2013. 

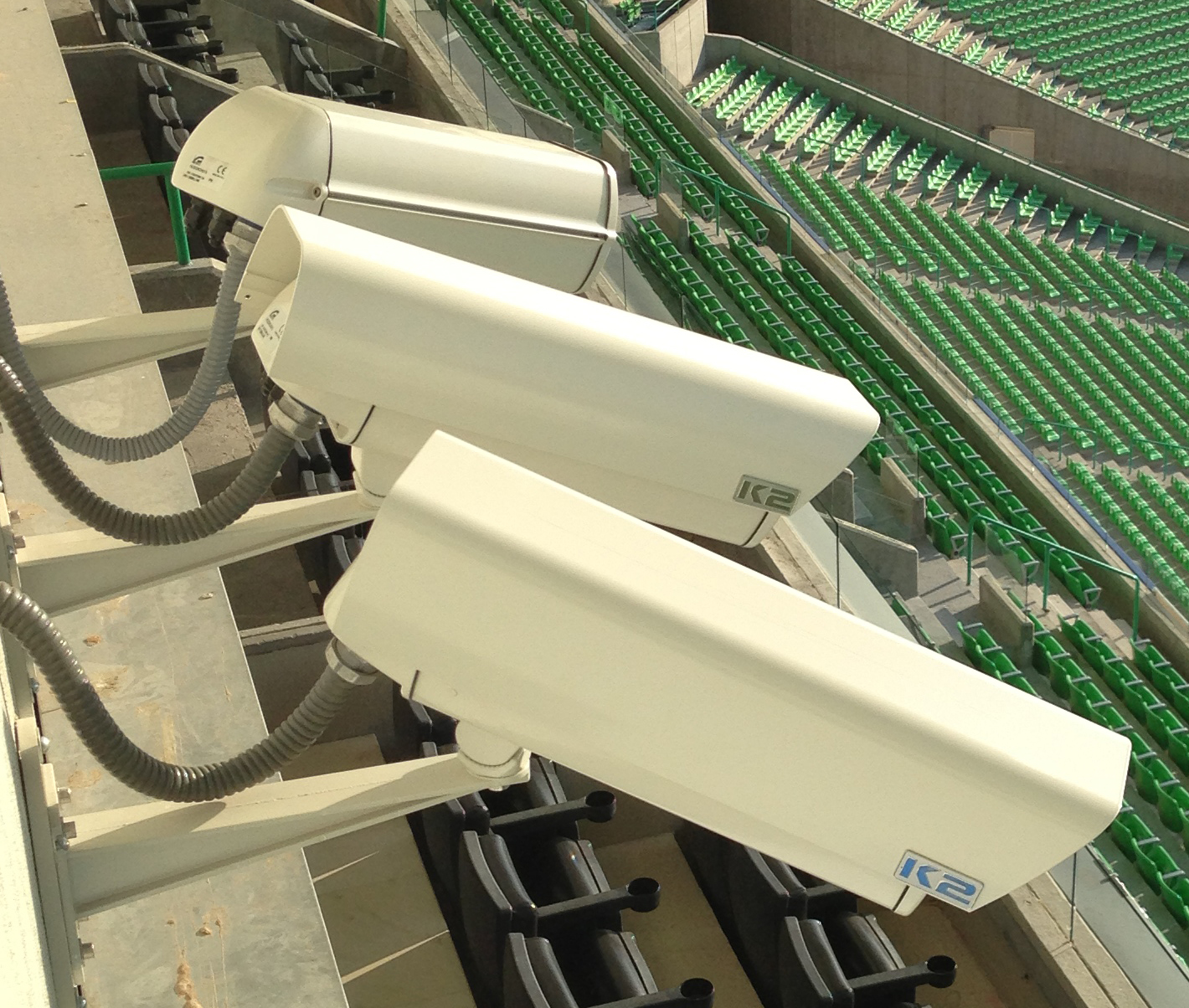
Sistema di videocamere panoramiche Match Analysis K2

Nel mese di novembre 2015, Match Analysis ha collaborato con IFAB e FIFA presso la loro sede principale a Zurigo, in Svizzera, per fornire consulenza sugli standard globali per i sistemi elettronici di tracciamento e di prestazione. 
Nel maggio 2016, Match Analysis ha annunciato l'introduzione di Tango VIP, la sua nuova piattaforma tecnologica di base per la sua ampia presenza online.

## Prodotti
Gli strumenti e i servizi dell'azienda forniscono indicizzazione e archiviazione dei video, analisi statistiche, raccolta di dati in tempo reale, tracciamento dei giocatori, rapporti di fitness e analisi delle prestazioni. 
La gamma di prodotti dell'azienda comprende Mambo Studio, K2 Panoramic Video, TrueView Visualizations, Tango Online, Tango Live, Tango ToGo, Tracking dei giocatori e Rapporti fitness. 

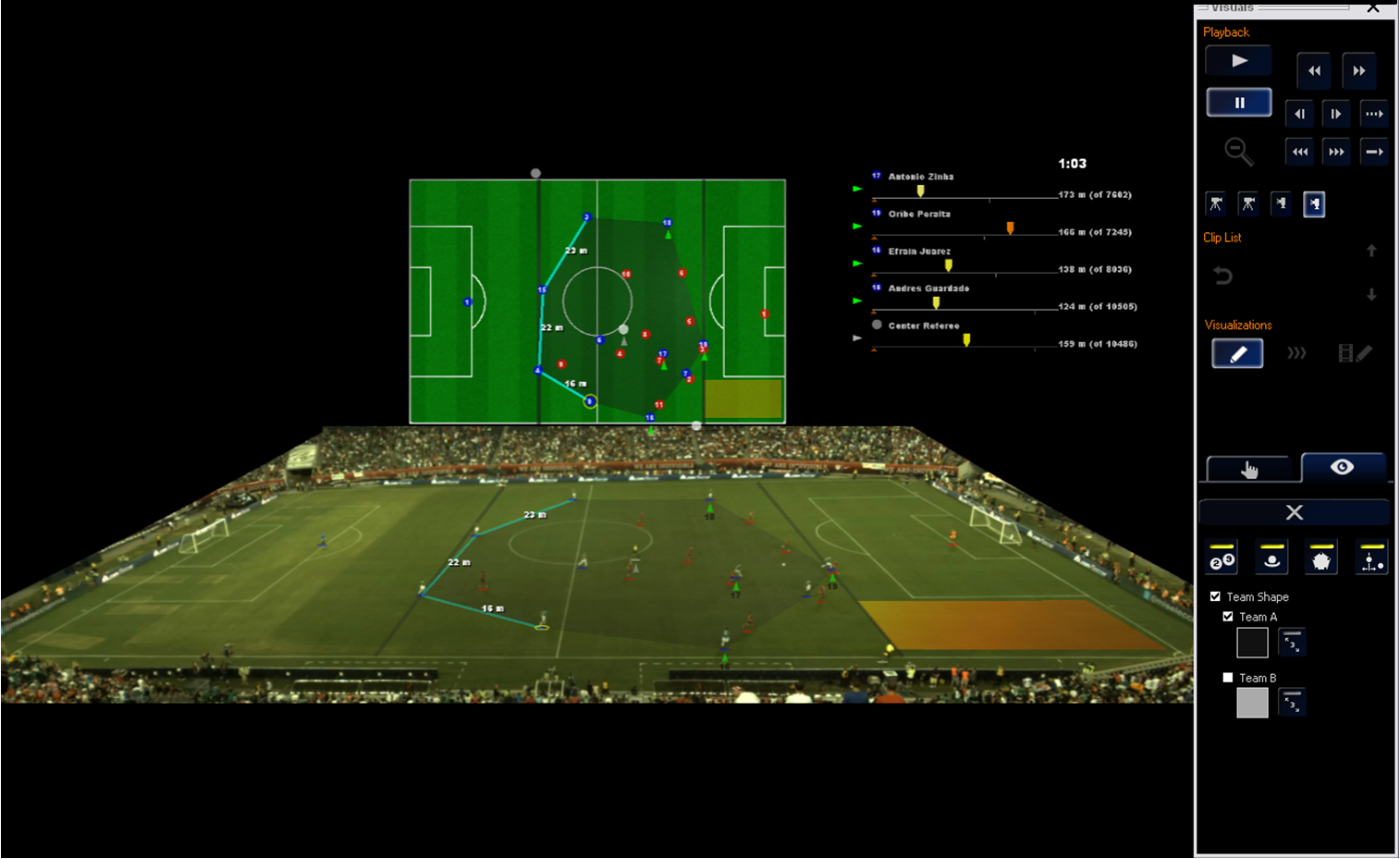
Video panoramico K2 di analisi delle corrispondenze con visualizzazioni TrueView

## Clienti
La società ha lavorato con otto diverse squadre nazionali tra cui Germania, Stati Uniti e Messico e ha relazioni con oltre 50 club professionisti. Match Analysis attualmente detiene accordi a livello di campionato con Major League Soccer e Liga MX. 
Negli ultimi dieci anni, Match Analysis ha lavorato con quasi tutti i principali club professionistici del Nord America e con i media, compresa la copertura della Coppa del Mondo del New York Times.  
I clienti attuali di Match Match Analysis includono tutti i 18 club Liga MX in Messico, 17 club MLS, la squadra nazionale del Messico, l'organizzazione di arbitri professionisti PRO e una vasta gamma di squadre universitarie e amatoriali. 

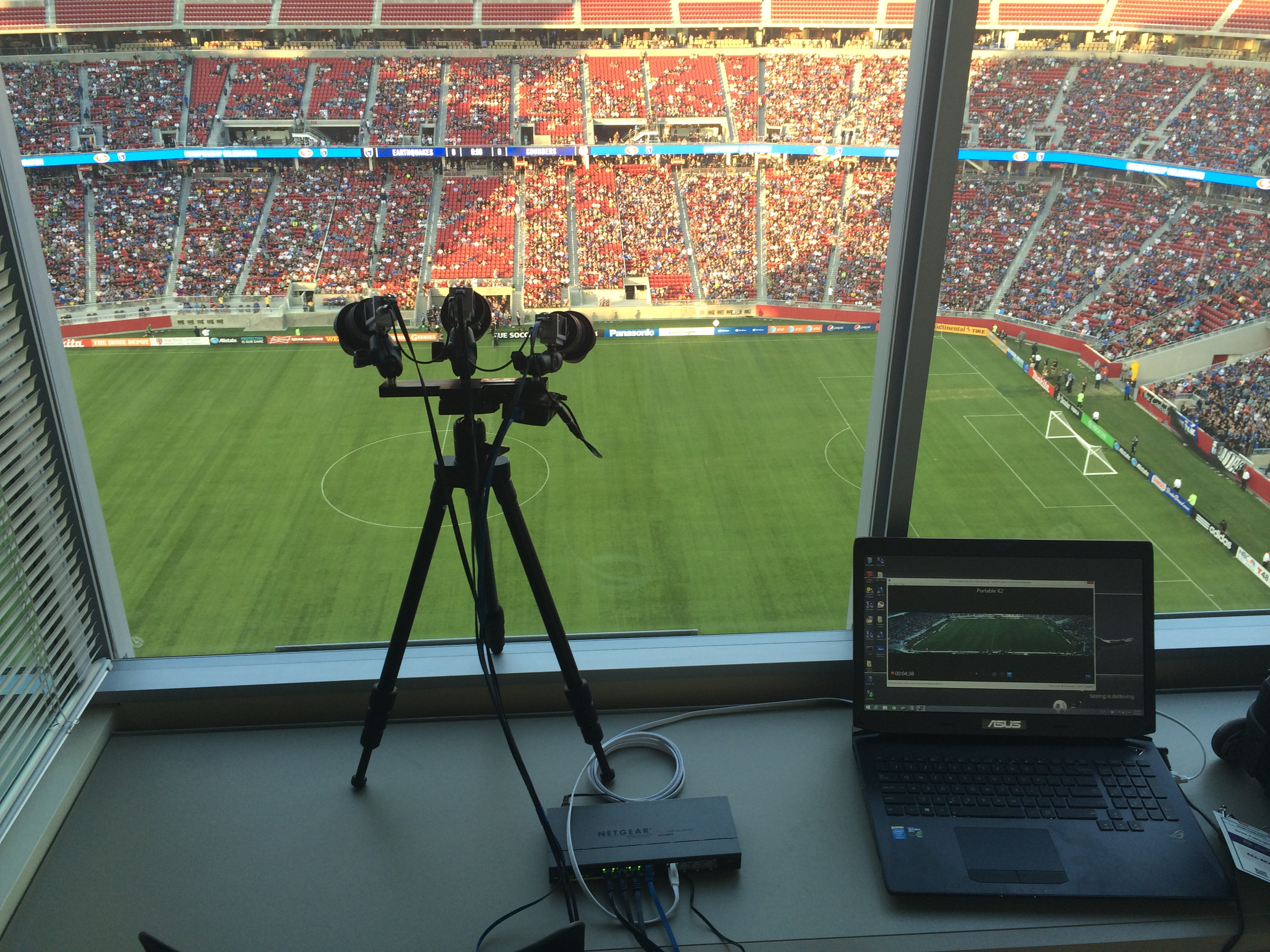
Sistema di telecamere panoramiche portatile K2 Match Analysis